# Douglas MacLean
Douglas MacLean, nome completo Charles Douglas MacLean (Filadelfia, 10 gennaio 1890 – Los Angeles, 9 luglio 1967), è stato un attore, sceneggiatore e produttore cinematografico statunitense.

## Filmografia

### Attore
- As Ye Sow, regia di Frank Hall Crane (1914)
- The Man Who Found Himself, regia di Frank Hall Crane (1915)
- Michele Regan lo sfruttatore (The Boss), regia di Émile Chautard (1915)
- Love's Crucible, regia di Emile Chautard (1916)
- A Woman's Power, regia di Robert Thornby (1916)
- The Upper Crust, regia di Rollin S. Sturgeon (1917)
- Souls in Pawn, regia di Henry King (1917)
- The Fair Barbarian, regia di Robert Thornby (1918)
- The Vamp, regia di Jerome Storm (1918)
- The Hun Within, regia di Chester Withey (1918)
- Johanna Enlists, regia di William Desmond Taylor (1918)
- Mirandy Smiles, regia di William C. de Mille (1918)
- Fuss and Feathers, regia di Fred Niblo (1918)
- Happy Though Married, regia di Fred Niblo (1919)
- The Homebreaker, regia di Victor L. Schertzinger (1919)
- Captain Kidd, Jr., regia di William Desmond Taylor (1919)
- 23 1/2 Hours' Leave, regia di Henry King (1919)
- What's Your Husband Doing?, regia di Lloyd Ingraham (1920)
- Mary's Ankle, regia di Lloyd Ingraham (1920)
- Let's Be Fashionable, regia di Lloyd Ingraham (1920)
- The Jailbird, regia di Lloyd Ingraham (1920)
- The Rookie's Return, regia di Jack Nelson (1920)
- Chickens
- The Home Stretch, regia di Jack Nelson (1921)
- One a Minute, regia di Jack Nelson (1921)
- Passing Through, regia di William A. Seiter (1921)
- The Hottentot, regia di James W. Horne e Del Andrews (1922)
- Bell Boy 13, regia di William A. Seiter (1923)
- The Sunshine Trail, regia di James W. Horne (1923)
- Mary of the Movies, regia di John McDermott (1923)
- A Man of Action, regia di James W. Horne (1923)
- Il signore delle nuvole (Going Up), regia di Lloyd Ingraham (1923)
- The Yankee Consul, regia di James W. Horne (1924)
- Never Say Die, regia di George Crone (1924)
- Introduce Me, regia di George Crone (1925)
- Seven Keys to Baldpate, regia di Fred C. Newmeyer (1925)
- That's My Baby, regia di William Beaudine (1926)
- L'uomo è cacciatore (Hold That Lion), regia di William Beaudine (1926)
- Lascia che piova! (Let It Rain), regia di Edward F. Cline (1927)
- Soft Cushions, regia di Edward F. Cline (1927)
- The Carnation Kid, regia di E. Mason Hopper, Leslie Pearce (come A. Leslie Pearce) (1929)
- Divorce Made Easy, regia di Neal Burns, Walter Graham (1929)

### Produttore
- Seven Keys to Baldpate, regia di Fred C. Newmeyer (1925)
- L'uomo è cacciatore (Hold That Lion), regia di William Beaudine (1926)
- La rosa del sud (So Red the Rose), regia di King Vidor (1935)